# Le Mirliton

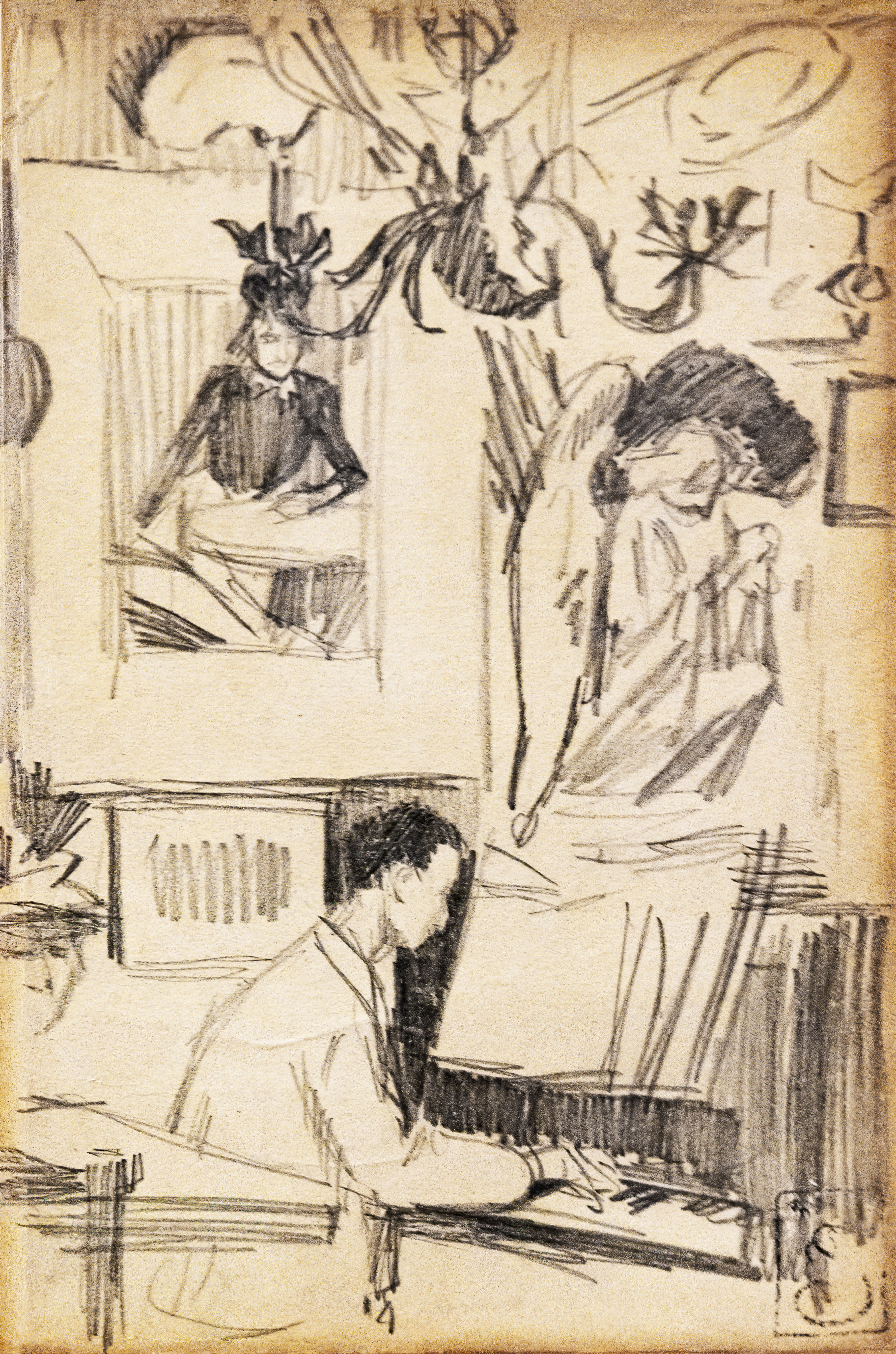
Interno del cabaret Le Mirliton da Théophile Alexandre Steinlen

Le Mirliton era il nome di un locale per cabaret aperto nel luglio del 1885 dal cantante  Aristide Bruant in Boulevard Rochechouart 84, ricavato nelle sale del vecchio Le Chat Noir di Parigi.
Il locale era frequentato da un pubblico eterogeneo, divenendo poi di gran moda tra la gente del bel mondo, che si divertiva con i grossolani giochi di parole e alle irriverenti canzoni di Bruant ispirate a temi tratti dalla realtà. Tra il 1888 e il 1892 Henri de Toulouse-Lautrec frequentò assiduamente il locale, vi espose i suoi quadri e realizzò anche un manifesto, pubblicato nel novembre 1894 anche sull'omonimo foglio settimanale diretto dallo stesso Bruant.